# Juan Pedro Franze
Juan Pedro Franze (Buenos Aires, Argentina; 10 de julio de 1922 - 9 de marzo de 1997) fue un compositor y musicólogo argentino.

## Trayectoria
Su padre, el musicógrafo y crítico Johannes (Reinhold) Franze (Radeberg, Alemania, 1889-1968), después de estudiar con Hugo Riemann y autoridades similares, emigró a Argentina y se radicó en Buenos Aires. Juan Pedro Franze nació en 1922 en Buenos Aires y realizó estudios de violín y piano con su padre, de composición por consejo de Richard Strauss con los maestros Groeg Runschke y Demetrio Macridimas, y de canto con William von Sadler.
En 1989-91 se desempeñó en la dirección del Teatro Colón. 
Enseñó en la Universidad Nacional de Cuyo, en el Instituto Superior de Música de Santa Fe y, en Buenos Aires, en el Conservatorio Nacional Carlos López Buchardo.
Fue asesor Musical del Teatro Municipal de Buenos Aires (1945 - 1947), tuvo a su cargo en 1946 la puesta en marcha de la Orquesta Filarmónica de Buenos Aires, organizador y administrador inicial del "Mozarteum Argentino" en Buenos Aires (1952 - 1956); especialista en investigación en el Instituto de Musicología de la Nación (1953 - 1956), director y catedrático del Instituto de Música de la Universidad Nacional del Litoral de Santa Fe y Rosario (1956 - 1964).
Publicó trabajos especializados en la Argentina y en Europa. Fue colaborador estable del "Polifonía", "Ars", "Buenos Aires Musical", "Sur", "Lyra", "La Prensa", "El diario alemán", "Freie Presse", "Ficción", "El Litoral" (Santa Fe), y otras publicaciones. 
Escribió los textos complementarios al libro Vida y gloria del Teatro Colón de Manuel Mujica Lainez y Aldo Sessa
El gobierno alemán lo distinguió con la Gran Cruz del Mérito en 1984.
Fue huésped oficial de los Estados Unidos (1959 ), Alemania (1973 y 1975) y Brasil (1976). 
Es cofundador de la "Unión de Compositores de la Argentina", la "Sociedad Argentina de Educación Musical" y la "Institución Richard Wagner"; integró comisiones y jurados nacionales e internacionales, es presidente de la Asociación Argentina de Compositores y colaborador permanente de la Institución Cultural Argentino - Germana.
En 1989 le fue otorgado el Premio Konex como musicólogo.

## Composiciones
Entre sus composiciones: Miniaturas y Variaciones (1943), Cuatro canciones otoñales(1943), Pequeño homenaje a Felipe Emanuel Bach (1951), el poema coreográfico La danza de la muerte (1951)  "Berceuse trágica" para soprano, campanas y cuerdas con textos de Heinrich von Kleist (1964), Pablo Piccaso 1945 - 1950 op 8 (1967), para canto y piano. Bs. As., Editorial Argentina de Compositores (EAC), y la elegía a Gabriela Moner, "Para Gabriela" (1975).

## Ensayos publicados (selección)
- Franze, Juan Pedro La participación de la mujer argentina en el campo de la música ,1972, Centro Nacional de Documentación e Información Educativa (Buenos Aires)[9]

- Franze, Juan Pedro 	Juan José Castro, Compositor Dramático[10]

- Franze, Juan Pedro 	Berlioz y la Juventud Musical de Europa[11]

- Franze, Juan Pedro 	Bach y Mozart[12]

- Franze, Juan Pedro 	Franz Liszt, músico eclesiástico[13]

- Franze, Juan Pedro 	Las canciones de Schumann[14]

- Franze, Juan Pedro 	Jean Baptiste Lully[15]

- Franze, Juan Pedro 	Georg Friedrich Händel, operista[16]

- Franze, Juan Pedro 	Vivaldi y Bach 	ARS, Revista de Arte 	ARS, Revista de Arte 	Buenos Aires 	1974[17]

- Franze, Juan Pedro, El Archiduque Rodolfo de Habsburgo, alto protector de Beethoven, 1969, ARS.[18]